# August Hansen Werner
August Hansen Werner (* 5. Dezember 1893 in Bergen, Norwegen; † 1980) war ein norwegisch-amerikanischer Sänger, Bildhauer und Kunstprofessor. Er war bekannt für sein multidisziplinäres Werk und seine Rolle in der norwegischen Diaspora in den Vereinigten Staaten.

## Leben
August Hansen Werner wurde in Bergen, Norwegen, geboren und absolvierte 1913 eine landwirtschaftliche Ausbildung an der Hochschule für Landwirtschaft in Stend, Norwegen. In den 1920er Jahren zog er in die Vereinigten Staaten und ließ sich in Brooklyn, New York, nieder, wo er als Sänger arbeitete. 1931 zog August Hansen Werner nach Seattle, Washington, und begann an der University of Washington Kunst zu unterrichten. Dort blieb er bis zu seiner Emeritierung 1965 und war neben seiner Lehrtätigkeit auch als bildender Künstler tätig.

## Werk
August Hansen Werner war ein multidisziplinärer Künstler, der in den Bereichen Musik, Bildhauerei und Malerei arbeitete. Als Sänger war er vor allem in der norwegisch-amerikanischen Gemeinschaft aktiv und nahm in den 1920er Jahren Musikstücke für das Victor-Label auf.
Eines seiner bekanntesten Werke ist die Statue des norwegischen Forschers Leif Erikson, die 1962 auf dem Gelände der Weltausstellung in Seattle enthüllt wurde. Die Bronzeskulptur gilt als eines der wichtigsten Denkmäler der nordischen Gemeinschaft in den USA.